# محكمة شرعية (مصر)
المحاكم الشرعية هي محاكم قديمة في مصر في العصر العثماني، كانت تنظر في جمع أنواع النزاعات المدنية والتجارية والجنائية والأحوال الشخصية.

## تاريخها
في عام 1856 تم إنشاء محاكم سميت «المجالس القضائية المحلية» وكانت تحكم بمقتضى الخط الهمايوني، ثم تشعب القضاء في مصر نتيجة المعاهدات الخارجية والامتيازات الأجنبية. وفي عام 1870 أنشأت «المحاكم المختلطة» التي كان عملها مستمداً من القوانين الفرنسية. وفي عام 1883 وضعت لائحة للمحاكم النظامية التي أخذت الكثير من صلاحيات المحاكم الشرعية، فلم يعد من اختصاصات المحاكم الشرعية سوى الأحوال الشخصية. وألغيت المحاكم الشرعية تماماً بمقتضى قانون توحيد الهيئات القضائية الذي صدر عام 1955، والذي ضم اختصاصات المحاكم الشرعية للمحاكم العادية.

## وصلات خارجية
- د.حمادة حسنى يكتب لليوم السابع: القضاء الشرعى في مصر
- سجلات المحاكم الشرعية نسخة محفوظة 16 ديسمبر 2011 على موقع واي باك مشين.